# Stanko Čok
Stanko Čok, slovenski politični delavec, * 27. april 1897, Lonjer pri Trstu, † 10. oktober 1954, Koper.

## Življenje in delo
Končal je štiri razrede ljudske šole, dva razreda pripravnice za srednjo šolo, prvi razred gimnazije in Trgovsko šolo v Trstu (1914). Po končanem šolanju se je zaposlil pri podružnici Zveze mlekarskih zadrug v Trstu, a so ga ob vstopu Italije v prvo svetovno vojno vpoklicali k vojakom. Boril se je na bojišču Soške fronte pri Doberdobu, konec vojne pa je dočakal v Pulju. Po demobilizaciji je začel delovati pri pevskem društvu v Lonjeru. Leta 1920 ga je ujela policija, ko je kot kurir političnega društva Edinost tihotapil knjige in pisma iz Jugoslavije. Aprila 1920 je dobil službo pri Kmetijski vrtnarski zadrugi v Trstu in vodil sestanke po vaseh v tržaški okolici, koprskem okraju in Pivki. Bil je poverjenik društva Edinost za Lonjer in bil na listi Edinost kandidat na volitvah za tržaški mestni svet. Ko je bila 1923 Kmetijsko vrtnarska zadruga likvidirana je izgubil službo. Zaradi stalnega policijskega zasliševanja in hišnih preiskav je 1923 odšel v Ljubljano. Vstopil je v Orjuno in Sokol. Naslednje leto se je preselil na Sušak (sedaj vzhodni del Reke, ki pa je z Rimskim sporazumom leta 1924 tedaj pripadal Jugoslaviji), tihotapil ljudi in obveščevalne podatke čez mejo, nazaj v okupirano Reko pa antifašistični material in časopise. Pisal je članke v razne časopise, največ v Sokolski glasnik na Sušaku, o razmerah na Primorskem. Leta 1927 so ga ob obisku svojcev v Trstu aretirali in na procesu 1929  obsodili na 10 let ječe. Po amnestiji 1934 je bil pomiloščen, pregnan na Pontinsko otočje, kjer je tri leta konfinacije preživel na otoku Ponza, pozneje pa je bil kot jugoslovanski državljan izgnan v Jugoslavijo. Naselil se je v Beogradu. Od marca 1944 je deloval za narodnoosvobodilno borbo. Po osvoboditvi Beograda se je zaposlil na ministrstvu za socialno politiko, junija 1945 pa je bil poslan v Trst, kjer je bil nameščen pri Narodnoosvobodilnem odboru za tržaško okrožje kot referent za zadružništvo. Januarja  1947 je bil poslan v Koper, kjer je v koprskem okraju ustanovil nekaj hranilnic in posojilnic.